# Joaquín Sánchez de Toca Calvo
Joaquín Sánchez de Toca Calvo (Madrid, 24 settembre 1852 – Pozuelo de Alarcón, 13 luglio 1942) è stato un politico spagnolo.

## Biografia
È stato Presidente del Governo dal 20 luglio al 12 dicembre 1919.